# Хильчиха
Хильчиха (бел. Хільчыха) — упразднённая деревня в Кировском сельсовете Наровлянского района Гомельской области Беларуси.
На востоке граничит с Полесским радиационно-экологическим заповедником.

## География

### Расположение
В 23 км на юг от Наровли, 48 км от железнодорожной станции Ельск (на линии Калинковичи — Овруч), 203 км от Гомеля.

### Гидрография
На реке Желонь (Мухоедовский канал) (приток реки Припять).

## Транспортная сеть
Транспортные связи по просёлочной, а затем автодороге Киров — Наровля. Планировка состоит из почти меридиональной улицы, к которой на юге присоединяется с запада короткая улица. Застройка плотная, деревянная, усадебного типа.

## История
Обнаруженный археологами курганный могильник (2 насыпи, в 2 км на юго-запад от деревни) свидетельствует о заселении этих мест с давних времён. По письменным источникам известна с XIX века как поселение в Речицком уезде Минской губернии. В 1931 году жители вступили в колхоз. Во время Великой Отечественной войны в декабре 1942 года немецкие каратели сожгли 19 жителей. В деревне и окружающих лесах базировались Наровлянский подпольный райком КП(б)Б и 27-я Наровлянская партизанская бригада имени С. М. Кирова. 5 августа 1943 года около деревни для партизан с самолёта сброшены 6 мешков боеприпасов. Освобождена 27 ноября 1943 года. 6 жителей погибли на фронте. Согласно переписи 1959 года в составе совхоза «Кировский» (центр — деревня Киров). Располагались фельдшерско-акушерский пункт, клуб.

## Население

### Численность
- 2004 год — 13 хозяйств, 30 жителей.

### Динамика
- 1959 год — 245 жителей (согласно переписи).
- 2004 год — 13 хозяйств, 30 жителей.